# Alkemade

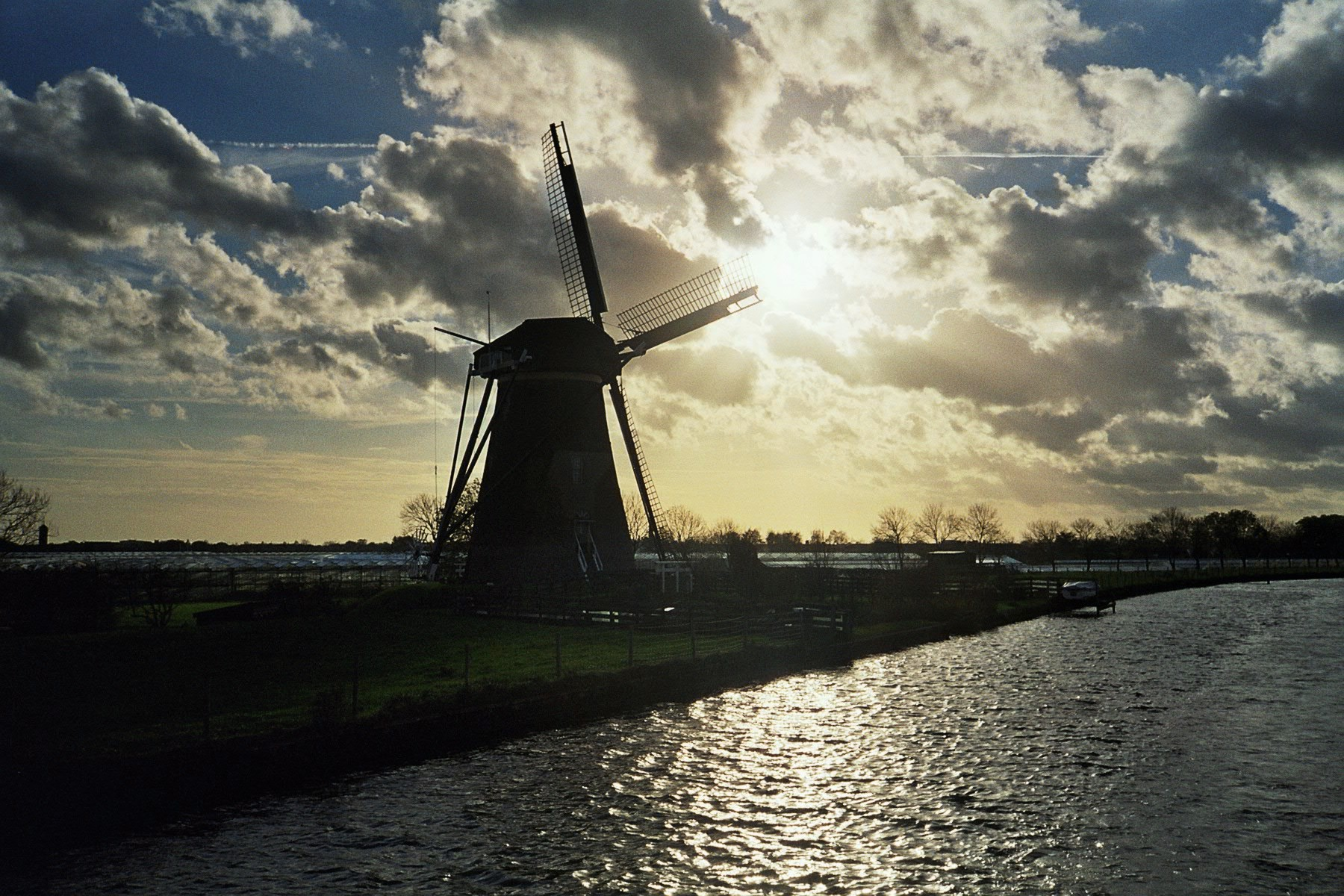
En av väderkvarnarna.

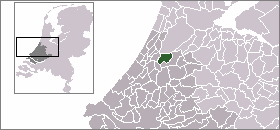
Lägeskarta

Alkemade är en historisk kommun i provinsen Zuid-Holland i Nederländerna. Kommunens totala area är 30,88 km² (där 3,93 km² är vatten) och invånarantalet är på 14 481 invånare (2004).